# Un idilio bobo
Un idilio bobo es un libro de cuentos del escritor ecuatoriano Ángel Felicísimo Rojas, publicado por primera vez en 1946 por la Casa de la Cultura Ecuatoriana. El libro consta de quince cuentos que fueron escritos entre 1931 y 1937. De acuerdo al escritor Francisco Proaño Arandi, la obra se enmarca en la corriente del realismo social que dominaba la escena literaria ecuatoriana de la época, aunque Rojas incluyó algunas técnicas modernistas en los cuentos, como la introspección y los saltos en el tiempo.
La historia que da el nombre al libro, una de las más destacadas del autor, tiene como protagonista a un muchacho llamado Andrés Peña y narra su relación amorosa por correspondencia con una joven estadounidense a quien no conoce en persona. El cuento fue adaptado al teatro por el dramaturgo José Martínez Queirolo.

## Contenido
El libro contiene los siguientes cuentos:
- Un idilio bobo
- Viento grande
- Sangre pesada
- La gata
- Chilco bravo
- Trapiche de bronce
- Hoc erat in votis
- Tambo
- Moscas y mosquitos
- Camarada
- El maestro Mariano Guamán, según la versión de su colega Aurelio Benítez
- La "guarmingada"
- ¡Achirano!
- Carete
- Las sirenas de las islas Galápagos

## Recepción
El escritor ecuatoriano Edmundo Ribadeneira calificó el libro como un "extraordinario logro literario", además de caracterizar a Rojas como un narrador ameno, castizo, irónico y fino. La crítica literaria Yolanda Montalvo, por su lado, alabó el lenguaje usado por Rojas y su eficacia a la hora de crear personajes y situaciones.